# Djamil Deininger
Djamil Deininger (* 1985 in Augsburg, Bayern) ist ein deutscher Radiomoderator, Synchron- und Werbesprecher.

## Leben und Karriere
Djamil Deininger sendete bereits mit neun Jahren als Kinderredakteur beim Augsburger Lokalradio Radio Skyline und später als Jugendlicher beim Bürgerfunksender Radio ZuSa in Lüneburg. Den professionellen Teil seiner Karriere startete er 2005 wieder in seiner Heimat, bei Radio Fantasy in Augsburg, wo er gemeinsam mit Jörg Muthsam die Frühsendung moderierte. 2007 wechselte er für 2 Jahre als Moderator zu ENERGY München und dann für 3 Jahre zum hessischen Privatradiosender Hit Radio FFH.
Große Bekanntheit erlangte Deininger vor allem in Berlin, als er zwischen 2014 und 2018 die Frühsendung von RadioBerlin 88,8 (heute rbb 88.8) moderierte, gemeinsam mit seiner Kollegin Sarah Zerdick. 2018 verließ er die Frühsendung und kümmerte sich als Projektmanager um den Relaunch des Senders radioBERLIN 88.8.
Bundesweit wurde vor allem seine Stimme bekannt, als Sprecher der ersten Amazon-Fernsehspots in Deutschland. Außerdem leiht er mehreren Radiostationen als „Station-Voice“ seine Stimme, so zum Beispiel SWR4, Radio38 oder Antenne MV.
Am 10. September 2016 moderierte Deininger das Bühnenprogramm beim Sommerfest des Bundespräsidenten Joachim Gauck.
Am 5. September 2023 moderierte er die Eröffnungsveranstaltung der IAA Mobility. Als Redner waren unter anderem Bundeskanzler Olaf Scholz, sowie der bayerische Ministerpräsident Markus Söder geladen.
Im Mai 2019 wechselte Deininger als Moderator und Programmgestalter zum privaten Radiosender Antenne Bayern. Von September 2019 bis Juli 2020 war er auch Station-Voice von Antenne Bayern.

## Filmografie
- 2001: Tatort: Tod vor Scharhörn, ARD
- 2003: Die Rettungsflieger: Willkommen an Bord!, ZDF